# Putoh Satu
Putoh Satu is een bestuurslaag in het regentschap Aceh Timur van de provincie Atjeh, Indonesië. Putoh Satu telt 1432 inwoners (volkstelling 2010).